# الملايو في بروناي
الملايو في بروناي (بالملايوية: Orang Melayu Brunei)‏ هم مجموعة عرقية ملايو أصلية تعيش في بروناي، والإقليم الفيدرالي لابوان، والساحل الجنوبي الغربي من صباح والأجزاء الشمالية من سراوق. الملايو البروناويون هم مجموعة فرعية من السكان الملايو العرقيين الأكبر الذين يتواجدون في الأجزاء الأخرى من العالم الملايوي، وهي شبه الجزيرة الماليزية والمناطق الوسطى والجنوبية من سراوق بما في ذلك الأراضي المجاورة مثل سنغافورة وإندونيسيا وجنوب تايلاند، مع وجود اختلافات واضحة خاصة في اللغة والثقافة، على الرغم من أنهم مرتبطون عرقيًا ببعضهم البعض ويتبعون تعاليم الإسلام.

### ملحوظات
1. ↑  Brunei Malay in its various forms can be identified with a nation, an ethnic group and a
region.

لم يتم العثور على روابط لمواقع التواصل الاجتماعي.